# Leucécio
Leucécio (em latim: Leucetius; Loucetios), na religião galo-romana, era um deus gálico invariavelmente identificado com o Marte romano. Cerca de uma dúzia de inscrições em sua honra foram recuperadas, principalmente da Gália oriental, com uma concentração particular entre os Vangiones (uma tribo renense). Marte Loucetios está frequentemente acompanhado de Nemetona. Inscrições dedicadas a ele também têm sido encontradas em Bath e Angers.
O nome Loucetios pode ser derivado da raiz da proto-indo-européia *leuk- ("brilho"). É presumivelmente análogo ao oscano Loucetius, "o que traz a luz", um epíteto de Júpiter. O gaulês e formas bretãs provavelmente derivam do proto-céltico *louk(k)et-, "luminoso, brilhante, lampejo," daí também "relâmpago",  em referência a uma ou outra metáfora de lugar comum céltica entre batalhas e tempestades (no antigo irlandês torannchless, o "feito do trovão"), ou a aura divina do herói (o lúan de Cú Chulainn).

## Literatura Moderna
Nos Deuses americanos de Neil Gaiman, Leucotios aparece no sonho do personagem principal dos deuses esquecidos.[carece de fontes?]